# 斯洛博達-沙爾戈羅德西卡
48°44′8″N 28°4′19″E / 48.73556°N 28.07194°E
斯洛博達-沙爾戈羅德西卡（烏克蘭語：Слобода-Шаргородська），是烏克蘭的村落，位於該國西南部文尼察州，由日梅林卡區負責管轄，始建於1550年，面積3.68平方公里，2001年人口2,581，人口密度每平方公里700.6人。